# Séries éliminatoires de la Coupe Stanley 1957
Année précédente Année suivante
Les séries éliminatoires de la Coupe Stanley 1957 font suite à la saison 1956-1957 de la Ligue nationale de hockey. Les Canadiens de Montréal remportent la Coupe Stanley en battant en finale les Bruins de Boston sur le score de 4 matchs à 1.

## Tableau récapitulatif
|  | Demi-finales                       | Demi-finales                       |        |   | Finale de la Coupe Stanley    | Finale de la Coupe Stanley    |
|  | Demi-finales                       | Demi-finales                       |        |   | Finale de la Coupe Stanley    | Finale de la Coupe Stanley    |
|  |                                    |                                    |        |   |                               |                               |
|  | 26, 28, 31 mars, 2 et 4 avril 1957 | 26, 28, 31 mars, 2 et 4 avril 1957 |        |   | 6, 9, 11, 14 et 16 avril 1957 | 6, 9, 11, 14 et 16 avril 1957 |
|  | 26, 28, 31 mars, 2 et 4 avril 1957 | 26, 28, 31 mars, 2 et 4 avril 1957 |        |   | 6, 9, 11, 14 et 16 avril 1957 | 6, 9, 11, 14 et 16 avril 1957 |
|  | Détroit                            | 1                                  |        |   | 6, 9, 11, 14 et 16 avril 1957 | 6, 9, 11, 14 et 16 avril 1957 |
|  | Détroit                            | 1                                  |        |   | 6, 9, 11, 14 et 16 avril 1957 | 6, 9, 11, 14 et 16 avril 1957 |
|  | Boston                             | 4                                  |        |   | 6, 9, 11, 14 et 16 avril 1957 | 6, 9, 11, 14 et 16 avril 1957 |
|  | Boston                             | 4                                  | Boston | 1 |                               |                               |
|  | 26, 28, 30 mars, 2 et 4 avril 1957 |                                    | Boston | 1 |                               |                               |
|  |                                    | Montréal                           | 4      |   |                               |                               |
|  | New York                           | Montréal                           | 4      | 1 |                               |                               |
|  | New York                           |                                    |        | 1 |                               |                               |
|  | Montréal                           | 4                                  |        |   |                               |                               |
|  | Montréal                           | 4                                  |        |   |                               |                               |

## Détails des séries

### Demi-finales

#### Détroit contre Boston
| 26 mars | Red Wings de Détroit | 1-3 (1-1, 0-1, 0-1) | Bruins de Boston | Olympia Stadium 13 202 spectateurs |

| Feuille de match | Feuille de match          | Feuille de match | Feuille de match | Feuille de match                                   |
| ---------------- | ------------------------- | ---------------- | --- | -------------------------------------------------- |
|                  | Lindsay (Howe) — 50 s - - | 1-0 1-1 1-2 1-3  | - Caffery (MacKell, Boivin) — 18 min 12 s Mohns (Armstrong, McKenney) — 20 min 38 s (SN) Chevrefils (Flaman) — 40 min 49 s | Arbitrage : Red Storey Matt Pavelich, George Hayes |
| Hall             | Gardiens                  | Simmons          | | Arbitrage : Red Storey Matt Pavelich, George Hayes |
|                  |                           |                  | | Arbitrage : Red Storey Matt Pavelich, George Hayes |
| 21               | Tirs                      | 29               | | Arbitrage : Red Storey Matt Pavelich, George Hayes |

| 28 mars | Red Wings de Détroit | 7-2 (3-0, 2-0, 2-2) | Bruins de Boston | Olympia Stadium |

| Feuille de match | Feuille de match | Feuille de match                    | Feuille de match                                                               | Feuille de match                                     |
| ---------------- | --- | ----------------------------------- | ------------------------------------------------------------------------------ | ---------------------------------------------------- |
|                  | Kelly (Reibel) — 6 min 57 s Howe (Lindsay) — 11 min 32 s Prystai — 13 min 14 s (IN) Delvecchio (Howe, Lindsay) — 23 min 50 s (SN) Dea (Bailey, Howe) — 30 min 27 s (SN) Ferguson (Delvecchio, Bucyk) — 40 min 33 s (SN) - Ullman — 43 min 39 s - | 1-0 2-0 3-0 4-0 5-0 6-0 6-1 7-1 7-2 | - MacKell (Gardner, Armstrong) — 41 min 59 s - Boivin (McKenney) — 57 min 52 s | Arbitrage : Frank Udvari Matt Pavelich, George Hayes |
| Hall             | Gardiens | Simmons                             |                                                                                | Arbitrage : Frank Udvari Matt Pavelich, George Hayes |
|                  | |                                     |                                                                                | Arbitrage : Frank Udvari Matt Pavelich, George Hayes |
| 32               | Tirs | 32                                  |                                                                                | Arbitrage : Frank Udvari Matt Pavelich, George Hayes |

| 31 mars | Bruins de Boston | 4-3 (2-1, 1-0, 1-2) | Red Wings de Détroit | Boston Garden 13 909 spectateurs |

| Feuille de match | Feuille de match | Feuille de match            | Feuille de match                                                                                    | Feuille de match                                    |
| ---------------- | --- | --------------------------- | --------------------------------------------------------------------------------------------------- | --------------------------------------------------- |
|                  | Stasiuk (Peirson) — 8 min 11 s Boivin (Labine) — 12 min - Labine (Chevrefils) — 38 min 26 s - Gardner (Stasiuk, Peirson) — 53 min 28 s | 1-0 2-0 2-1 3-1 3-2 3-3 4-3 | - Delvecchio (Lindsay, Reibel) — 15 min 16 s (SN) - Howe (Ullman) — 41 min 32 s Dea — 43 min 11 s - | Arbitrage : Eddie Powers Bill Morrison, Doug Davies |
| Simmons          | Gardiens | Hall                        | | Arbitrage : Eddie Powers Bill Morrison, Doug Davies |
|                  | |                             | | Arbitrage : Eddie Powers Bill Morrison, Doug Davies |
| 26               | Tirs | 27                          | | Arbitrage : Eddie Powers Bill Morrison, Doug Davies |

| 2 avril | Bruins de Boston | 2-0 (1-0, 0-0, 1-0) | Red Wings de Détroit | Boston Garden 13 909 spectateurs |

| Feuille de match | Feuille de match                                               | Feuille de match | Feuille de match | Feuille de match                                  |
| ---------------- | -------------------------------------------------------------- | ---------------- | ---------------- | ------------------------------------------------- |
|                  | Chevrefils (MacKell, Boivin) — 6 min 6 s (IN) Stasiuk (Flaman) | 1-0 2-0          | - -              | Arbitrage : Red Storey Bill Morrison, Doug Davies |
| Simmons          | Gardiens                                                       | Hall             |                  | Arbitrage : Red Storey Bill Morrison, Doug Davies |
|                  |                                                                |                  |                  | Arbitrage : Red Storey Bill Morrison, Doug Davies |
| 30               | Tirs                                                           | 20               |                  | Arbitrage : Red Storey Bill Morrison, Doug Davies |

| 4 avril | Red Wings de Détroit | 3-4 (1-0, 0-1, 2-3) | Bruins de Boston | Olympia Stadium |

| Feuille de match | Feuille de match | Feuille de match            | Feuille de match | Feuille de match                                     |
| ---------------- | --- | --------------------------- | --- | ---------------------------------------------------- |
|                  | Delvecchio (Howe, Lindsay) — 9 min 52 s - Lindsay (Howe) — 40 min 36 s - Prystai (Delvecchio, Bailey) — 57 min 59 s | 1-0 1-1 2-1 2-2 2-3 2-4 3-4 | - Boone (MacKell, Mohns) — 32 min 10 s - Labine (McKenney, Mohns) — 46 min 18 s Mohns (McKenney) — 50 min 21 s Gardner (Peirson, Bionda) — 55 min 16 s - | Arbitrage : Frank Udvari Matt Pavelich, George Hayes |
| Hall             | Gardiens | Simmons                     | | Arbitrage : Frank Udvari Matt Pavelich, George Hayes |
|                  | |                             | | Arbitrage : Frank Udvari Matt Pavelich, George Hayes |
| 26               | Tirs | 15                          | | Arbitrage : Frank Udvari Matt Pavelich, George Hayes |

#### New York contre Montréal
| 26 mars | Rangers de New York | 1-4 (1-1, 0-0, 0-3) | Canadiens de Montréal | Madison Square Garden |

| Feuille de match | Feuille de match                             | Feuille de match    | Feuille de match | Feuille de match                                    |
| ---------------- | -------------------------------------------- | ------------------- | --- | --------------------------------------------------- |
|                  | - Henry (Gadsby, Creighton) — 17 min 1 s - - | 0-1 1-1 1-2 1-3 1-4 | Geoffrion (Béliveau, Talbot) — 15 min 7 s - M. Richard (Geoffrion, Harvey) — 47 min 2 s (SN) Geoffrion (Olmstead) — 59 min 21 s (CV) Béliveau (Geoffrion) — 59 min 30 s | Arbitrage : Frank Udvari Bill Morrison, Doug Davies |
| Worsley          | Gardiens                                     | Plante              | | Arbitrage : Frank Udvari Bill Morrison, Doug Davies |
|                  |                                              |                     | | Arbitrage : Frank Udvari Bill Morrison, Doug Davies |
| 26               | Tirs                                         | 28                  | | Arbitrage : Frank Udvari Bill Morrison, Doug Davies |

| 28 mars | Rangers de New York | 4-3 (pr) (0-0, 2-2, 1-1, 1-0) | Canadiens de Montréal | Madison Square Garden |

| Feuille de match | Feuille de match | Feuille de match            | Feuille de match | Feuille de match                                    |
| ---------------- | --- | --------------------------- | --- | --------------------------------------------------- |
|                  | Henry (Creighton) — 21 min 35 s (IN) - Creighton (Henry, Evans) — 24 min 32 s - Gadsby (Henry) — 44 min 58 s (SN) - Hebenton (Sullivan) — 73 min 38 s | 1-0 1-1 2-1 2-2 3-2 3-3 4-3 | - H. Richard (M. Richard) — 22 min 12 s (SN) - M. Richard (Moore, H. Richard) — 34 min 11 s - Geoffrion (Béliveau, Moore) — 54 min 58 s (SN) - | Arbitrage : Eddie Powers Bill Morrison, Doug Davies |
| Worsley          | Gardiens | Plante                      | | Arbitrage : Eddie Powers Bill Morrison, Doug Davies |
|                  | |                             | | Arbitrage : Eddie Powers Bill Morrison, Doug Davies |
| 38               | Tirs | 47                          | | Arbitrage : Eddie Powers Bill Morrison, Doug Davies |

| 30 mars | Canadiens de Montréal | 8-3 (2-1, 3-2, 3-0) | Rangers de New York | Forum de Montréal 14 444 spectateurs |

| Feuille de match | Feuille de match | Feuille de match                            | Feuille de match | Feuille de match                                   |
| ---------------- | --- | ------------------------------------------- | --- | -------------------------------------------------- |
|                  | M. Richard (Harvey, Olmstead) — 7 min 27 s (SN) Béliveau (Olmstead, Talbot) — 14 min 51 s - Geoffrion (Béliveau, Olmstead) — 20 min 42 s - Geoffrion (Béliveau, Olmstead) — 34 min 23 s Moore (M. Richard, H. Richard) — 35 min 1 s - Béliveau (Geoffrion) — 50 min 55 s Geoffrion (Béliveau, Olmstead) — 54 min 29 s Moore (H. Richard) — 59 min 16 s | 1-0 2-0 2-1 3-1 3-2 4-2 5-2 5-3 6-3 7-3 8-3 | - Bathgate (Prentice, Popein) — 18 min 59 s - Creighton (Gendron, Henry) — 30 min 51 s - Bathgate (Prentice, Popein) — 35 min 31 s - - | Arbitrage : Red Storey George Hayes, Matt Pavelich |
| Plante           | Gardiens | Worsley                                     | | Arbitrage : Red Storey George Hayes, Matt Pavelich |
|                  | |                                             | | Arbitrage : Red Storey George Hayes, Matt Pavelich |
| 38               | Tirs | 47                                          | | Arbitrage : Red Storey George Hayes, Matt Pavelich |

| 2 avril | Canadiens de Montréal | 3-1 (0-1, 0-0, 3-0) | Rangers de New York | Forum de Montréal |

| Feuille de match | Feuille de match                                                                                               | Feuille de match | Feuille de match                   | Feuille de match                                     |
| ---------------- | --- | ---------------- | ---------------------------------- | ---------------------------------------------------- |
|                  | - Geoffrion — 49 min 22 s H. Richard (Moore, M. Richard) — 51 min 28 s Goyette (Marshall, Turner) — 53 min 8 s | 0-1 1-1 2-1 3-1  | Hebenton (Gadsby) — 6 min 42 s - - | Arbitrage : Frank Udvari George Hayes, Matt Pavelich |
| Plante           | Gardiens | Worsley          |                                    | Arbitrage : Frank Udvari George Hayes, Matt Pavelich |
|                  | |                  |                                    | Arbitrage : Frank Udvari George Hayes, Matt Pavelich |
| 40               | Tirs | 31               |                                    | Arbitrage : Frank Udvari George Hayes, Matt Pavelich |

| 4 avril | Canadiens de Montréal | 4-3 (pr) (0-0, 3-0, 0-1, 3-0) | Rangers de New York | Forum de Montréal |

| Feuille de match | Feuille de match | Feuille de match            | Feuille de match                                                                            | Feuille de match                                    |
| ---------------- | --- | --------------------------- | ------------------------------------------------------------------------------------------- | --------------------------------------------------- |
|                  | Béliveau (Geoffrion) — 34 min 41 s Curry — 37 min 53 s Béliveau (Geoffrion, Olmstead) — 39 min 49 s - M. Richard (H. Richard) — 62 min 11 s | 1-0 2-0 3-0 3-1 3-2 3-3 4-3 | - MacDonald — 46 min 28 s Sullivan (MacDonald) — 52 min 21 s Howell (Popein) — 54 min 7 s - | Arbitrage : Eddie Powers Doug Davies, Bill Morrison |
| Plante           | Gardiens | Worsley                     |                                                                                             | Arbitrage : Eddie Powers Doug Davies, Bill Morrison |
|                  | |                             |                                                                                             | Arbitrage : Eddie Powers Doug Davies, Bill Morrison |
| 36               | Tirs | 21                          |                                                                                             | Arbitrage : Eddie Powers Doug Davies, Bill Morrison |

### Finale
| 6 avril | Canadiens de Montréal | 5-1 (0-0, 4-1, 1-0) | Bruins de Boston | Forum de Montréal 14 538 spectateurs |

| Feuille de match | Feuille de match | Feuille de match        | Feuille de match                         | Feuille de match                                   |
| ---------------- | --- | ----------------------- | ---------------------------------------- | -------------------------------------------------- |
|                  | - M. Richard (Moore, Johnson) — 30 min 39 s M. Richard (Harvey) — 33 min 29 s (SN) Geoffrion (Harvey) — 35 min 35 s (SN) M. Richard (H. Richard, Harvey) — 37 min 9 s M. Richard (H. Richard) — 58 min 17 s | 0-1 1-1 2-1 3-1 4-1 5-1 | MacKell (Mohns, Regan) — 27 min 27 s - - | Arbitrage : Red Storey George Hayes, Matt Pavelich |
| Plante           | Gardiens | Simmons                 |                                          | Arbitrage : Red Storey George Hayes, Matt Pavelich |
|                  | |                         |                                          | Arbitrage : Red Storey George Hayes, Matt Pavelich |
| 26               | Tirs | 42                      |                                          | Arbitrage : Red Storey George Hayes, Matt Pavelich |

| 9 avril | Canadiens de Montréal | 1-0 (0-0, 1-0, 0-0) | Bruins de Boston | Forum de Montréal 14 500 spectateurs |

| Feuille de match | Feuille de match                               | Feuille de match | Feuille de match | Feuille de match                                     |
| ---------------- | ---------------------------------------------- | ---------------- | ---------------- | ---------------------------------------------------- |
|                  | Béliveau (Geoffrion, St-Laurent) — 22 min 27 s | 1-0              | -                | Arbitrage : Frank Udvari George Hayes, Matt Pavelich |
| Plante           | Gardiens                                       | Simmons          |                  | Arbitrage : Frank Udvari George Hayes, Matt Pavelich |
|                  |                                                |                  |                  | Arbitrage : Frank Udvari George Hayes, Matt Pavelich |
| 23               | Tirs                                           | 24               |                  | Arbitrage : Frank Udvari George Hayes, Matt Pavelich |

| 11 avril | Bruins de Boston | 2-4 (0-3, 1-0, 1-1) | Canadiens de Montréal | Boston Garden |

| Feuille de match | Feuille de match                                                      | Feuille de match        | Feuille de match | Feuille de match                                    |
| ---------------- | --------------------------------------------------------------------- | ----------------------- | --- | --------------------------------------------------- |
|                  | - McKenney (Armstrong) — 26 min 16 s - MacKell (Flaman) — 50 min 15 s | 0-1 0-2 0-3 1-3 1-4 2-4 | Geoffrion (Olmstead, Harvey) — 1 min 29 s Curry (Goyette) — 14 min 39 s (IN) Geoffrion (Béliveau) — 19 min 54 s (SN) - Goyette (Marshall, Curry) — 47 min 31 s - | Arbitrage : Eddie Powers Bill Morrison, Doug Davies |
| Simmons          | Gardiens                                                              | Plante                  | | Arbitrage : Eddie Powers Bill Morrison, Doug Davies |
|                  |                                                                       |                         | | Arbitrage : Eddie Powers Bill Morrison, Doug Davies |
| 27               | Tirs                                                                  | 25                      | | Arbitrage : Eddie Powers Bill Morrison, Doug Davies |

| 14 avril | Bruins de Boston | 2-0 (1-0, 0-0, 1-0) | Canadiens de Montréal | Boston Garden |

| Feuille de match | Feuille de match                                                                            | Feuille de match | Feuille de match | Feuille de match                                 |
| ---------------- | ------------------------------------------------------------------------------------------- | ---------------- | ---------------- | ------------------------------------------------ |
|                  | MacKell (Toppazzini, Regan) — 2 min 56 s (SN) MacKell (Labine, McKenney) — 59 min 49 s (CV) | 1-0 2-0          | - -              | Arbitrage : Red Storey George Hayes, Doug Davies |
| Simmons          | Gardiens                                                                                    | Plante           |                  | Arbitrage : Red Storey George Hayes, Doug Davies |
|                  |                                                                                             |                  |                  | Arbitrage : Red Storey George Hayes, Doug Davies |
| 29               | Tirs                                                                                        | 21               |                  | Arbitrage : Red Storey George Hayes, Doug Davies |

| 16 avril | Canadiens de Montréal | 5-1 (1-0, 2-0, 2-1) | Bruins de Boston | Forum de Montréal |

| Feuille de match | Feuille de match | Feuille de match        | Feuille de match                    | Feuille de match                                     |
| ---------------- | --- | ----------------------- | ----------------------------------- | ---------------------------------------------------- |
|                  | Pronovost (Marshall, Provost) — 18 min 11 s Moore (Geoffrion, Harvey) — 20 min 14 s Geoffrion (Olmstead, Johnson) — 23 min 12 s - Marshall (Moore, Curry) — 57 min 38 s Curry (Moore, Broden) — 59 min 31 s | 1-0 2-0 3-0 3-1 4-1 5-1 | - Labine (Boivin) — 53 min 43 s - - | Arbitrage : Frank Udvari George Hayes, Bill Morrison |
| Plante           | Gardiens | Simmons                 |                                     | Arbitrage : Frank Udvari George Hayes, Bill Morrison |
|                  | |                         |                                     | Arbitrage : Frank Udvari George Hayes, Bill Morrison |
| 34               | Tirs | 28                      |                                     | Arbitrage : Frank Udvari George Hayes, Bill Morrison |